# Atrophaneura neptunus
Losaria neptunus là một loài bướm ngày thuộc họ Papilionidae. Loài này phân bố ở Sumatra, nam Myanma, bắc Borneo và Philippines
Sải cánh dài 100–120 mm. Cánh màu nâu tối hoặc đen. Nửa thấp hơn của bụng màu vàng. Cánh trước có các mảng màu trắng và mảng đỏ ở cánh sau.
Ấu trùng ăn các loài Thottea và Aristolochia.
Sải cánh dài 

## Phân loài
Loài này có các phân loài sau:
- Atrophaneura neptunus neptunus (nam Miến Điện đến bán đảo Mã Lai, Langkawi)
- Atrophaneura neptunus fehri (Honrath, 1892) (Nias)
- Atrophaneura neptunus sumatra Hagen (bắc Sumatra)
- Atrophaneura neptunus padanganus Rothschild (tây và nam Sumatra)
- Atrophaneura neptunus doris Rothschild (bắc Borneo)
- Atrophaneura neptunus dacasini (Schröder, 1976) (Philippines: Palawan)
- Atrophaneura neptunus matbai Schröder & Treadaway, 1990 (Philippines: Tawitawi)